# CHEERS FOR YOU
「CHEERS FOR YOU」（チアーズ・フォー・ユー）は、中山美穂の31枚目のシングル。1995年5月17日にキングレコードからリリースされた。(品番・CDS: KIDS-231)

## 概要
表題曲はキリン ″ラガービール開き '95″ のCMソングとして使用された。作曲は久保田利伸が手掛けている。久保田作曲による作品は、それまでシングルのカップリングやアルバムには収録されていたが、シングル表題曲としては初めてである。ちなみにこの曲に関して、音楽番組出演などのプロモーション活動はほとんど行われなかった。
ジャケットのアートワークはサカグチケンが担当している。
日本テレビ系列の音楽番組『THE夜もヒッパレ』のランキングでは5位にランクインされ、安室奈美恵とMAXによって唄われている。
この曲のプロモーションビデオは、中山自身の主演映画『Love Letter』で監督を務めた岩井俊二によるものだが、商品化はされていない。岩井は2025年6月12日に放送されたフジテレビ系バラエティ番組「この世界は1ダフル・デビュー40周年中山美穂SP」に数分間VTR出演しており、「この映像は″歌手・中山美穂″を撮影した唯一の作品であり、とても思い出深い。」とコメントしている。

## 収録曲
1. CHEERS FOR YOU
作詞: 小竹正人・中山美穂 / 作曲: 久保田利伸 / 編曲: Camus Celi and Andres Levin for C-n-A Productions
2. CHEERS FOR YOU (DANCE MIX)
作詞: 小竹正人・中山美穂 / 作曲: 久保田利伸 / 編曲: Camus Celi and Andres Levin for C-n-A Productions
  - REMIXED BY "BONZAI" JIM CARUSO
3. CHEERS FOR YOU（オリジナルカラオケ）

## 収録アルバム
CHEERS FOR YOU
- COLLECTION IV
- Complete SINGLES BOX
- 中山美穂 パーフェクト・ベスト
- 30th Anniversary THE PERFECT SINGLES BOX

CHEERS FOR YOU (DANCE MIX)
- Complete SINGLES BOX
- 30th Anniversary THE PERFECT SINGLES BOX